# Kasmoni
Kasmoni is een roulerend spaar- en kredietsysteem dat veel voorkomt in Suriname, met name onder de Creoolse bevolking. Deze systemen komen overal op de wereld voor en zijn voor mensen die geen toegang hebben tot het officiële bancaire systeem een manier om zonder rentekosten aan geldsommen te komen.

## Etymologie
Kas: waarschijnlijk van het Nederlandse “kas” of het Engelse “cash” en moni van het Engelse “money”. De letterlijke Nederlandse betekenis van kasmoni is “kasgeld’; deze termen worden naast elkaar gebruikt. Synoniemen: kasisensi (sensi: cent) of gewoon kasi. De kasbeheerder wordt behalve kasman of kasvrouw ook wel “kastelijn” genoemd.

## ROSCA
Een roulerend spaarsysteem als kasmoni wordt in de literatuur aangeduid met de afkorting ROSCA, dat staat voor Rotating Saving and Credit Association. Daarnaast zijn er ook systemen die niet rouleren maar sparen of kredietverlening als doel hebben. Kasmoni is een combinatie van sparen en krediet. Het komt voor in samenlevingen die zich bevinden op de overgang van een agrarisch- naar een monetair systeem. Het is een manier van de deelnemers om zich te handhaven in een samenleving waar geld een steeds belangrijkere rol gaat spelen.

### Buiten Suriname
Dergelijke spaarsystemen zijn ook bekend op de Antillen (sam), Indonesië (Arisan), Japan (ko), China (ho), Nigeria (esusu), Senegal (tontine) en Turkije (gün). Sinds de komst van Surinamers komt kasmoni ook veel in Nederland voor.

## Werkwijze

### Inleg
Stel dat er een groep is van twaalf deelnemers die iedere maand € 50,- inleggen. Dan ontvangt de kashouder maandelijks een bedrag van € 600,- die ze uitkeert aan een van de deelnemers, eventueel met aftrek van haar bemiddelingspremie (vaak één maandinleg). Deelnemers kunnen maandelijks ook de helft van de anu (inleg, letterlijke betekenis: hand) inbrengen, of juist het dubbele. Wanneer zij aan de beurt zijn krijgen ze dan ook de helft respectievelijk het dubbele uitgekeerd. Aan het einde van de “ronde” kan men besluiten om een nieuwe ronde te beginnen met hetzelfde of een ander bedrag en/of met andere leden.

### Kosten
De enige kosten die er eventueel worden gemaakt zijn de bemiddelingskosten van de kasman of kasvrouw. Dit is bekend onder de termen: kastelijnengeld, kasrecht, procent en provisie. Maar er zijn ook kashouders die geen kosten rekenen. Rentekosten (of -renteuitkering) zijn er niet. De persoon die als eerste de pot ontvangt heeft maar één keer ingelegd en ontvangt dus krediet. Degene die als laatste de pot ontvangt is spaarder.

### Deelnemers
De meeste deelnemers zijn van afro-Surinaamse afkomst en vrouw (70%). Mannen nemen er ook wel aan deel, maar dan meestal via het werk. Daarmee kan de inleg worden aangepast aan de maandelijkse loonbetaling. Bij een derde van de Surinaamse gezinnen is de moeder de enige ouder en is het gezinsinkomen laag. Vaak is de financiële participatie van de vader klein of afwezig en kasmoni voorziet dan in de betaling van noodzakelijke aankopen voor de kinderen (schoolgeld, kleding, schoeisel).

### De kashouder
De “kastelijn” of kashouder is meestal een oudere vrouw met een hoge “morele” status (bigisma, lett. 'groot persoon'). Idealiter is zij enerzijds moederlijk en betrouwbaar van karakter maar kan ook een strenge zakenvrouw zijn als dat nodig is en kan daarmee laatbetalers of wanbetalers onder druk zetten. Volgens het onderzoek van Aspha Bijnaar stroken deze beelden niet met de realiteit want er zijn kasvrouwen van alle leeftijden. Kasmannen zijn relatief zeldzaam.

### Geheimhouding
Een kashouder moet strikte geheimhouding kunnen betrachten. Soms komt het voor dat familieleden of echtgenoten deelnemer zijn in dezelfde kasmoni, maar dat ze het niet van elkaar weten. De deelnemers willen namelijk graag zélf kunnen beslissen over de besteding van het geld. De echtgenoot van een deelneemster zou namelijk de kashouder kunnen bewerken om haar pot voor één keer aan hem uit te keren; hij is immers de echtgenoot. Vrouwen zijn bang dat ze geen weerstand zouden kunnen bieden aan hun man als hij haar om geld vroeg, ook al is dat om een legitieme reden.

## Motieven
Wie aan kasmoni doet heeft meestal geen hoog inkomen. Deelnemers hebben juist een laag of een middeninkomen en kunnen desondanks eens per periode door kasmoni over een grotere som geld beschikken. Voor hen is de gang naar de bank een grote barrière en de kans op een lening is klein. Bovendien zijn er geen bankkosten aan verbonden. Het solidariteitsprincipe was van oudsher een belangrijk motief. Wie namelijk tijdens de looptijd in problemen kwam door overlijden, ziekte of brand kon de kasvrouw vragen om een vervroegde uitkering voor de eigenlijke beurt. Het was een manier van mensen met weinig geld om elkaar te ondersteunen. De Surinaamse elite met geld daarentegen doet er niet aan en kijkt er zelfs op neer.

## Aanwending van het geld
De kasgelduitkering wordt gebruikt voor het vieren van “ronde” verjaardagen, bruiloften, de aankoop van consumptieve goederen en het afbetalen van schulden. Ook worden reizen naar Suriname of een cadeau voor de eerste menstruatie met kasmoni betaald. Er is dus geen sprake van kapitalistische accumulatie of herinvestering met als doel een hoger rendement. Het gaat om bestedingen in het “hier en nu”.
De essentie van kasmoni is uitgestelde behoeftebevrediging. Deelnemers hebben het gevoel dat ze individueel niet de dwang zouden kunnen opbrengen om maandelijks het geld naar een spaarrekening over te maken. Kasmoni legt die zelfverkozen dwang met sociale middelen op. Dat is hetzelfde middel dat wordt gebruikt bij Weight Watchers, Alcoholics Anonymous en nicotineverslaafden met een afkickwens.

## Nadelen
Een dergelijk informeel systeem waar vroeger bovendien alleen met contant geld werd gewerkt is buitengewoon gevoelig voor fraude, zowel van de kant van de deelnemer als van de kashouder. Er zijn gevallen bekend van kashouders woonachtig in Suriname die hun verhuisplannen geheimhielden tot ze alle inleggelden hadden geïncasseerd, om vervolgens een enkeltje Amsterdam te nemen of vice versa. Ook een inlegger kan besluiten om na het vangen van de pot met de noorderzon te vertrekken. Sociale druk en gezichtsverlies zijn dus de enige manieren om fraude te beperken. Daarom worden nieuwkomers meestal in de groep van late ontvangers geplaatst om hun betaalgedrag te controleren. De kashouder heeft iedere maand een betaalverplichting aan degene die de pot uitgekeerd krijgt. Een deelnemer die te laat betaalt brengt dus de kashouder in problemen, want zij moet dan haar eigen geld inleggen om aan de verplichting te voldoen. Een nadeel daarbij is de afwezigheid van kapitaalkrachtigen in het systeem. In een dergelijk geval zou een kasvrouw namelijk een kapitaalkrachtige deelnemer kunnen vragen een extra inleg te doen of om een uitkeringsbeurt over te slaan. Maar door afwezigheid van dergelijke deelnemers is een buffer in het systeem afwezig.

## Kasgeld in Nederland
Kasmoni is door de Surinamers naar Nederland meegenomen. De sociale controle is er minder strak. De noodhulpfunctie is secundair, want iedereen in Nederland heeft een basisinkomen. Deelnemers zijn minder dan in Suriname bereid hun beurt over te geven aan een andere deelnemer die in nood verkeert. Het financiële motief prevaleert. Het systeem heeft de neiging te formaliseren. Deelnemers worden schriftelijk van de regels op de hoogte gesteld en ook zijn er sancties bij te laat betalen. Voor fraudeurs is het eenvoudiger om in de anonimiteit te verdwijnen. Eigenlijk is “sparen onder dwang” er het belangrijkste motief geworden.

## Toekomst
Doordat er in een moderne maatschappij minder sociale druk is heeft de kasvrouw ook minder machtsmiddelen tot haar beschikking. Er is minder spaardwang en de inlegger wordt ook minder betrouwbaar. Banken zijn beter in het toepassen van ingewikkelde spaarsystemen en er is geen risico voor het eventueel “uitvallen” van de kashouder door ziekte of overlijden. Bovendien is het frauderisico bij de bank kleiner. De verwachting is dat Surinamers steeds meer zullen integreren in de Nederlandse samenleving en dat onder hen kasmoni uiteindelijk zal verdwijnen en zijn functies door banken zullen worden overgenomen.